# Bókaháza, Zala
Bókaháza  este un sat în districtul Keszthely, județul Zala, Ungaria, având o populație de 277 de locuitori (2011). 

## Demografie
Componența etnică a satului Bókaháza
     Maghiari (87,27%)
     Romi (10,11%)
     Germani (2,62%)
Componența confesională a satului Bókaháza
     Romano-catolici (64,26%)
     Fără religie (8,66%)
     Luterani (1,81%)
     Reformați (1,44%)
     Necunoscută (23,83%)
Conform recensământului din 2011, satul Bókaháza avea 277 de locuitori. Din punct de vedere etnic, majoritatea locuitorilor (87,27%) erau maghiari, existând și minorități de romi (10,11%) și germani (2,62%).  Din punct de vedere confesional, majoritatea locuitorilor (64,26%) erau romano-catolici, existând și minorități de persoane fără religie (8,66%), luterani (1,81%) și reformați (1,44%). Pentru 23,83% din locuitori nu este cunoscută apartenența confesională.